# Epsilonproteobacteria
Epsilonproteobacteria (también Epsilon Proteobacteria, ε-bacteria o Epsilonbacteriota) es un pequeño grupo de proteobacterias. Comprenden solamente unos pocos géneros, principalmente Wolinella, Helicobacter y Campylobacter, que tienen forma helicoidal. La mayor parte de las especies conocidas habitan en el tracto digestivo de seres humanos y animales y proporcionan servicio como simbiontes  (Wolinella en el ganado vacuno) o son patógenos (Helicobacter en el estómago, Campylobacter en el duodeno). 
También se han recuperado numerosas secuencias ambientales de fuentes frías e hidrotermales. Los encontrados en fuentes hidrotermales oceánicas, son mesófilos microaerófilos que reducen azufre, con un metabolismo quimilitótrofo (como Sulfurimonas y Nautilia) basado en el ciclo de Krebs inverso para la fijación de dióxido de carbono que podría remontarse al Mesoproterozoico.
Recientemente se propuso clasificar a las epsilonproteobacterias en un filo Campylobacterota, sin embargo dicha clasificación no es aceptada por el LPSN quien los mantiene dentro de Pseudomonadota.
La mayoría de análisis filogenéticos muestra que hay proximidad con Deltaproteobacteria. 

## Filogenia
Las relaciones filogenéticas serían las siguientes:
| Desulfurellales | Desulfurellaceae Kuever, Rainey & Widdel 2006 |
|                 | Desulfurellaceae Kuever, Rainey & Widdel 2006 |

|  | Sulfurospirillaceae Waite et al. 2020     |
|  |                                           |
|  | Campylobacteraceae Vandamme & De Ley 1991 |
|  |                                           |

|  | Thiovulaceae Waite et al. 2020      |
|  |                                     |
|  | Sulfurimonadaceae Waite et al. 2020 |
|  |                                     |

|  | Nitratiruptoraceae Waite et al. 2020                                                                      |
|  | |
|  | \| \| Hydrogenimonadaceae Waite et al. 2020 \| \| \| \| \| \| Sulfurovaceae Waite et al. 2020 \| \| \| \| |
|  | |
|  | Hydrogenimonadaceae Waite et al. 2020                                                                     |
|  | |
|  | Sulfurovaceae Waite et al. 2020                                                                           |
|  | |

|  | Hydrogenimonadaceae Waite et al. 2020 |
|  |                                       |
|  | Sulfurovaceae Waite et al. 2020       |
|  |                                       |

|  | Thiovulaceae Waite et al. 2020      |
|  |                                     |
|  | Sulfurimonadaceae Waite et al. 2020 |
|  |                                     |

|  | Nitratiruptoraceae Waite et al. 2020                                                                      |
|  | |
|  | \| \| Hydrogenimonadaceae Waite et al. 2020 \| \| \| \| \| \| Sulfurovaceae Waite et al. 2020 \| \| \| \| |
|  | |
|  | Hydrogenimonadaceae Waite et al. 2020                                                                     |
|  | |
|  | Sulfurovaceae Waite et al. 2020                                                                           |
|  | |

|  | Hydrogenimonadaceae Waite et al. 2020 |
|  |                                       |
|  | Sulfurovaceae Waite et al. 2020       |
|  |                                       |

|  | Sulfurospirillaceae Waite et al. 2020     |
|  |                                           |
|  | Campylobacteraceae Vandamme & De Ley 1991 |
|  |                                           |

|  | Thiovulaceae Waite et al. 2020      |
|  |                                     |
|  | Sulfurimonadaceae Waite et al. 2020 |
|  |                                     |

|  | Nitratiruptoraceae Waite et al. 2020                                                                      |
|  | |
|  | \| \| Hydrogenimonadaceae Waite et al. 2020 \| \| \| \| \| \| Sulfurovaceae Waite et al. 2020 \| \| \| \| |
|  | |
|  | Hydrogenimonadaceae Waite et al. 2020                                                                     |
|  | |
|  | Sulfurovaceae Waite et al. 2020                                                                           |
|  | |

|  | Hydrogenimonadaceae Waite et al. 2020 |
|  |                                       |
|  | Sulfurovaceae Waite et al. 2020       |
|  |                                       |

|  | Thiovulaceae Waite et al. 2020      |
|  |                                     |
|  | Sulfurimonadaceae Waite et al. 2020 |
|  |                                     |

|  | Nitratiruptoraceae Waite et al. 2020                                                                      |
|  | |
|  | \| \| Hydrogenimonadaceae Waite et al. 2020 \| \| \| \| \| \| Sulfurovaceae Waite et al. 2020 \| \| \| \| |
|  | |
|  | Hydrogenimonadaceae Waite et al. 2020                                                                     |
|  | |
|  | Sulfurovaceae Waite et al. 2020                                                                           |
|  | |

|  | Hydrogenimonadaceae Waite et al. 2020 |
|  |                                       |
|  | Sulfurovaceae Waite et al. 2020       |
|  |                                       |

|  | Sulfurospirillaceae Waite et al. 2020     |
|  |                                           |
|  | Campylobacteraceae Vandamme & De Ley 1991 |
|  |                                           |

|  | Thiovulaceae Waite et al. 2020      |
|  |                                     |
|  | Sulfurimonadaceae Waite et al. 2020 |
|  |                                     |

|  | Nitratiruptoraceae Waite et al. 2020                                                                      |
|  | |
|  | \| \| Hydrogenimonadaceae Waite et al. 2020 \| \| \| \| \| \| Sulfurovaceae Waite et al. 2020 \| \| \| \| |
|  | |
|  | Hydrogenimonadaceae Waite et al. 2020                                                                     |
|  | |
|  | Sulfurovaceae Waite et al. 2020                                                                           |
|  | |

|  | Hydrogenimonadaceae Waite et al. 2020 |
|  |                                       |
|  | Sulfurovaceae Waite et al. 2020       |
|  |                                       |

|  | Thiovulaceae Waite et al. 2020      |
|  |                                     |
|  | Sulfurimonadaceae Waite et al. 2020 |
|  |                                     |

|  | Nitratiruptoraceae Waite et al. 2020                                                                      |
|  | |
|  | \| \| Hydrogenimonadaceae Waite et al. 2020 \| \| \| \| \| \| Sulfurovaceae Waite et al. 2020 \| \| \| \| |
|  | |
|  | Hydrogenimonadaceae Waite et al. 2020                                                                     |
|  | |
|  | Sulfurovaceae Waite et al. 2020                                                                           |
|  | |

|  | Hydrogenimonadaceae Waite et al. 2020 |
|  |                                       |
|  | Sulfurovaceae Waite et al. 2020       |
|  |                                       |

|  | Sulfurospirillaceae Waite et al. 2020     |
|  |                                           |
|  | Campylobacteraceae Vandamme & De Ley 1991 |
|  |                                           |

|  | Thiovulaceae Waite et al. 2020      |
|  |                                     |
|  | Sulfurimonadaceae Waite et al. 2020 |
|  |                                     |

|  | Nitratiruptoraceae Waite et al. 2020                                                                      |
|  | |
|  | \| \| Hydrogenimonadaceae Waite et al. 2020 \| \| \| \| \| \| Sulfurovaceae Waite et al. 2020 \| \| \| \| |
|  | |
|  | Hydrogenimonadaceae Waite et al. 2020                                                                     |
|  | |
|  | Sulfurovaceae Waite et al. 2020                                                                           |
|  | |

|  | Hydrogenimonadaceae Waite et al. 2020 |
|  |                                       |
|  | Sulfurovaceae Waite et al. 2020       |
|  |                                       |

|  | Thiovulaceae Waite et al. 2020      |
|  |                                     |
|  | Sulfurimonadaceae Waite et al. 2020 |
|  |                                     |

|  | Nitratiruptoraceae Waite et al. 2020                                                                      |
|  | |
|  | \| \| Hydrogenimonadaceae Waite et al. 2020 \| \| \| \| \| \| Sulfurovaceae Waite et al. 2020 \| \| \| \| |
|  | |
|  | Hydrogenimonadaceae Waite et al. 2020                                                                     |
|  | |
|  | Sulfurovaceae Waite et al. 2020                                                                           |
|  | |

|  | Hydrogenimonadaceae Waite et al. 2020 |
|  |                                       |
|  | Sulfurovaceae Waite et al. 2020       |
|  |                                       |

|  | Sulfurospirillaceae Waite et al. 2020     |
|  |                                           |
|  | Campylobacteraceae Vandamme & De Ley 1991 |
|  |                                           |

|  | Thiovulaceae Waite et al. 2020      |
|  |                                     |
|  | Sulfurimonadaceae Waite et al. 2020 |
|  |                                     |

|  | Nitratiruptoraceae Waite et al. 2020                                                                      |
|  | |
|  | \| \| Hydrogenimonadaceae Waite et al. 2020 \| \| \| \| \| \| Sulfurovaceae Waite et al. 2020 \| \| \| \| |
|  | |
|  | Hydrogenimonadaceae Waite et al. 2020                                                                     |
|  | |
|  | Sulfurovaceae Waite et al. 2020                                                                           |
|  | |

|  | Hydrogenimonadaceae Waite et al. 2020 |
|  |                                       |
|  | Sulfurovaceae Waite et al. 2020       |
|  |                                       |

|  | Thiovulaceae Waite et al. 2020      |
|  |                                     |
|  | Sulfurimonadaceae Waite et al. 2020 |
|  |                                     |

|  | Nitratiruptoraceae Waite et al. 2020                                                                      |
|  | |
|  | \| \| Hydrogenimonadaceae Waite et al. 2020 \| \| \| \| \| \| Sulfurovaceae Waite et al. 2020 \| \| \| \| |
|  | |
|  | Hydrogenimonadaceae Waite et al. 2020                                                                     |
|  | |
|  | Sulfurovaceae Waite et al. 2020                                                                           |
|  | |

|  | Hydrogenimonadaceae Waite et al. 2020 |
|  |                                       |
|  | Sulfurovaceae Waite et al. 2020       |
|  |                                       |

|  | Sulfurospirillaceae Waite et al. 2020     |
|  |                                           |
|  | Campylobacteraceae Vandamme & De Ley 1991 |
|  |                                           |

|  | Thiovulaceae Waite et al. 2020      |
|  |                                     |
|  | Sulfurimonadaceae Waite et al. 2020 |
|  |                                     |

|  | Nitratiruptoraceae Waite et al. 2020                                                                      |
|  | |
|  | \| \| Hydrogenimonadaceae Waite et al. 2020 \| \| \| \| \| \| Sulfurovaceae Waite et al. 2020 \| \| \| \| |
|  | |
|  | Hydrogenimonadaceae Waite et al. 2020                                                                     |
|  | |
|  | Sulfurovaceae Waite et al. 2020                                                                           |
|  | |

|  | Hydrogenimonadaceae Waite et al. 2020 |
|  |                                       |
|  | Sulfurovaceae Waite et al. 2020       |
|  |                                       |

|  | Thiovulaceae Waite et al. 2020      |
|  |                                     |
|  | Sulfurimonadaceae Waite et al. 2020 |
|  |                                     |

|  | Nitratiruptoraceae Waite et al. 2020                                                                      |
|  | |
|  | \| \| Hydrogenimonadaceae Waite et al. 2020 \| \| \| \| \| \| Sulfurovaceae Waite et al. 2020 \| \| \| \| |
|  | |
|  | Hydrogenimonadaceae Waite et al. 2020                                                                     |
|  | |
|  | Sulfurovaceae Waite et al. 2020                                                                           |
|  | |

|  | Hydrogenimonadaceae Waite et al. 2020 |
|  |                                       |
|  | Sulfurovaceae Waite et al. 2020       |
|  |                                       |

|  | Sulfurospirillaceae Waite et al. 2020     |
|  |                                           |
|  | Campylobacteraceae Vandamme & De Ley 1991 |
|  |                                           |

|  | Thiovulaceae Waite et al. 2020      |
|  |                                     |
|  | Sulfurimonadaceae Waite et al. 2020 |
|  |                                     |

|  | Nitratiruptoraceae Waite et al. 2020                                                                      |
|  | |
|  | \| \| Hydrogenimonadaceae Waite et al. 2020 \| \| \| \| \| \| Sulfurovaceae Waite et al. 2020 \| \| \| \| |
|  | |
|  | Hydrogenimonadaceae Waite et al. 2020                                                                     |
|  | |
|  | Sulfurovaceae Waite et al. 2020                                                                           |
|  | |

|  | Hydrogenimonadaceae Waite et al. 2020 |
|  |                                       |
|  | Sulfurovaceae Waite et al. 2020       |
|  |                                       |

|  | Thiovulaceae Waite et al. 2020      |
|  |                                     |
|  | Sulfurimonadaceae Waite et al. 2020 |
|  |                                     |

|  | Nitratiruptoraceae Waite et al. 2020                                                                      |
|  | |
|  | \| \| Hydrogenimonadaceae Waite et al. 2020 \| \| \| \| \| \| Sulfurovaceae Waite et al. 2020 \| \| \| \| |
|  | |
|  | Hydrogenimonadaceae Waite et al. 2020                                                                     |
|  | |
|  | Sulfurovaceae Waite et al. 2020                                                                           |
|  | |

|  | Hydrogenimonadaceae Waite et al. 2020 |
|  |                                       |
|  | Sulfurovaceae Waite et al. 2020       |
|  |                                       |

|  | Sulfurospirillaceae Waite et al. 2020     |
|  |                                           |
|  | Campylobacteraceae Vandamme & De Ley 1991 |
|  |                                           |

|  | Thiovulaceae Waite et al. 2020      |
|  |                                     |
|  | Sulfurimonadaceae Waite et al. 2020 |
|  |                                     |

|  | Nitratiruptoraceae Waite et al. 2020                                                                      |
|  | |
|  | \| \| Hydrogenimonadaceae Waite et al. 2020 \| \| \| \| \| \| Sulfurovaceae Waite et al. 2020 \| \| \| \| |
|  | |
|  | Hydrogenimonadaceae Waite et al. 2020                                                                     |
|  | |
|  | Sulfurovaceae Waite et al. 2020                                                                           |
|  | |

|  | Hydrogenimonadaceae Waite et al. 2020 |
|  |                                       |
|  | Sulfurovaceae Waite et al. 2020       |
|  |                                       |

|  | Thiovulaceae Waite et al. 2020      |
|  |                                     |
|  | Sulfurimonadaceae Waite et al. 2020 |
|  |                                     |

|  | Nitratiruptoraceae Waite et al. 2020                                                                      |
|  | |
|  | \| \| Hydrogenimonadaceae Waite et al. 2020 \| \| \| \| \| \| Sulfurovaceae Waite et al. 2020 \| \| \| \| |
|  | |
|  | Hydrogenimonadaceae Waite et al. 2020                                                                     |
|  | |
|  | Sulfurovaceae Waite et al. 2020                                                                           |
|  | |

|  | Hydrogenimonadaceae Waite et al. 2020 |
|  |                                       |
|  | Sulfurovaceae Waite et al. 2020       |
|  |                                       |

|  | Sulfurospirillaceae Waite et al. 2020     |
|  |                                           |
|  | Campylobacteraceae Vandamme & De Ley 1991 |
|  |                                           |

|  | Thiovulaceae Waite et al. 2020      |
|  |                                     |
|  | Sulfurimonadaceae Waite et al. 2020 |
|  |                                     |

|  | Nitratiruptoraceae Waite et al. 2020                                                                      |
|  | |
|  | \| \| Hydrogenimonadaceae Waite et al. 2020 \| \| \| \| \| \| Sulfurovaceae Waite et al. 2020 \| \| \| \| |
|  | |
|  | Hydrogenimonadaceae Waite et al. 2020                                                                     |
|  | |
|  | Sulfurovaceae Waite et al. 2020                                                                           |
|  | |

|  | Hydrogenimonadaceae Waite et al. 2020 |
|  |                                       |
|  | Sulfurovaceae Waite et al. 2020       |
|  |                                       |

|  | Thiovulaceae Waite et al. 2020      |
|  |                                     |
|  | Sulfurimonadaceae Waite et al. 2020 |
|  |                                     |

|  | Nitratiruptoraceae Waite et al. 2020                                                                      |
|  | |
|  | \| \| Hydrogenimonadaceae Waite et al. 2020 \| \| \| \| \| \| Sulfurovaceae Waite et al. 2020 \| \| \| \| |
|  | |
|  | Hydrogenimonadaceae Waite et al. 2020                                                                     |
|  | |
|  | Sulfurovaceae Waite et al. 2020                                                                           |
|  | |

|  | Hydrogenimonadaceae Waite et al. 2020 |
|  |                                       |
|  | Sulfurovaceae Waite et al. 2020       |
|  |                                       |

|  | Sulfurospirillaceae Waite et al. 2020     |
|  |                                           |
|  | Campylobacteraceae Vandamme & De Ley 1991 |
|  |                                           |

|  | Thiovulaceae Waite et al. 2020      |
|  |                                     |
|  | Sulfurimonadaceae Waite et al. 2020 |
|  |                                     |

|  | Nitratiruptoraceae Waite et al. 2020                                                                      |
|  | |
|  | \| \| Hydrogenimonadaceae Waite et al. 2020 \| \| \| \| \| \| Sulfurovaceae Waite et al. 2020 \| \| \| \| |
|  | |
|  | Hydrogenimonadaceae Waite et al. 2020                                                                     |
|  | |
|  | Sulfurovaceae Waite et al. 2020                                                                           |
|  | |

|  | Hydrogenimonadaceae Waite et al. 2020 |
|  |                                       |
|  | Sulfurovaceae Waite et al. 2020       |
|  |                                       |

|  | Thiovulaceae Waite et al. 2020      |
|  |                                     |
|  | Sulfurimonadaceae Waite et al. 2020 |
|  |                                     |

|  | Nitratiruptoraceae Waite et al. 2020                                                                      |
|  | |
|  | \| \| Hydrogenimonadaceae Waite et al. 2020 \| \| \| \| \| \| Sulfurovaceae Waite et al. 2020 \| \| \| \| |
|  | |
|  | Hydrogenimonadaceae Waite et al. 2020                                                                     |
|  | |
|  | Sulfurovaceae Waite et al. 2020                                                                           |
|  | |

|  | Hydrogenimonadaceae Waite et al. 2020 |
|  |                                       |
|  | Sulfurovaceae Waite et al. 2020       |
|  |                                       |

|  | Sulfurospirillaceae Waite et al. 2020     |
|  |                                           |
|  | Campylobacteraceae Vandamme & De Ley 1991 |
|  |                                           |

|  | Thiovulaceae Waite et al. 2020      |
|  |                                     |
|  | Sulfurimonadaceae Waite et al. 2020 |
|  |                                     |

|  | Nitratiruptoraceae Waite et al. 2020                                                                      |
|  | |
|  | \| \| Hydrogenimonadaceae Waite et al. 2020 \| \| \| \| \| \| Sulfurovaceae Waite et al. 2020 \| \| \| \| |
|  | |
|  | Hydrogenimonadaceae Waite et al. 2020                                                                     |
|  | |
|  | Sulfurovaceae Waite et al. 2020                                                                           |
|  | |

|  | Hydrogenimonadaceae Waite et al. 2020 |
|  |                                       |
|  | Sulfurovaceae Waite et al. 2020       |
|  |                                       |

|  | Thiovulaceae Waite et al. 2020      |
|  |                                     |
|  | Sulfurimonadaceae Waite et al. 2020 |
|  |                                     |

|  | Nitratiruptoraceae Waite et al. 2020                                                                      |
|  | |
|  | \| \| Hydrogenimonadaceae Waite et al. 2020 \| \| \| \| \| \| Sulfurovaceae Waite et al. 2020 \| \| \| \| |
|  | |
|  | Hydrogenimonadaceae Waite et al. 2020                                                                     |
|  | |
|  | Sulfurovaceae Waite et al. 2020                                                                           |
|  | |

|  | Hydrogenimonadaceae Waite et al. 2020 |
|  |                                       |
|  | Sulfurovaceae Waite et al. 2020       |
|  |                                       |

|  | Sulfurospirillaceae Waite et al. 2020     |
|  |                                           |
|  | Campylobacteraceae Vandamme & De Ley 1991 |
|  |                                           |

|  | Thiovulaceae Waite et al. 2020      |
|  |                                     |
|  | Sulfurimonadaceae Waite et al. 2020 |
|  |                                     |

|  | Nitratiruptoraceae Waite et al. 2020                                                                      |
|  | |
|  | \| \| Hydrogenimonadaceae Waite et al. 2020 \| \| \| \| \| \| Sulfurovaceae Waite et al. 2020 \| \| \| \| |
|  | |
|  | Hydrogenimonadaceae Waite et al. 2020                                                                     |
|  | |
|  | Sulfurovaceae Waite et al. 2020                                                                           |
|  | |

|  | Hydrogenimonadaceae Waite et al. 2020 |
|  |                                       |
|  | Sulfurovaceae Waite et al. 2020       |
|  |                                       |

|  | Thiovulaceae Waite et al. 2020      |
|  |                                     |
|  | Sulfurimonadaceae Waite et al. 2020 |
|  |                                     |

|  | Nitratiruptoraceae Waite et al. 2020                                                                      |
|  | |
|  | \| \| Hydrogenimonadaceae Waite et al. 2020 \| \| \| \| \| \| Sulfurovaceae Waite et al. 2020 \| \| \| \| |
|  | |
|  | Hydrogenimonadaceae Waite et al. 2020                                                                     |
|  | |
|  | Sulfurovaceae Waite et al. 2020                                                                           |
|  | |

|  | Hydrogenimonadaceae Waite et al. 2020 |
|  |                                       |
|  | Sulfurovaceae Waite et al. 2020       |
|  |                                       |

|  | Sulfurospirillaceae Waite et al. 2020     |
|  |                                           |
|  | Campylobacteraceae Vandamme & De Ley 1991 |
|  |                                           |

|  | Thiovulaceae Waite et al. 2020      |
|  |                                     |
|  | Sulfurimonadaceae Waite et al. 2020 |
|  |                                     |

|  | Nitratiruptoraceae Waite et al. 2020                                                                      |
|  | |
|  | \| \| Hydrogenimonadaceae Waite et al. 2020 \| \| \| \| \| \| Sulfurovaceae Waite et al. 2020 \| \| \| \| |
|  | |
|  | Hydrogenimonadaceae Waite et al. 2020                                                                     |
|  | |
|  | Sulfurovaceae Waite et al. 2020                                                                           |
|  | |

|  | Hydrogenimonadaceae Waite et al. 2020 |
|  |                                       |
|  | Sulfurovaceae Waite et al. 2020       |
|  |                                       |

|  | Thiovulaceae Waite et al. 2020      |
|  |                                     |
|  | Sulfurimonadaceae Waite et al. 2020 |
|  |                                     |

|  | Nitratiruptoraceae Waite et al. 2020                                                                      |
|  | |
|  | \| \| Hydrogenimonadaceae Waite et al. 2020 \| \| \| \| \| \| Sulfurovaceae Waite et al. 2020 \| \| \| \| |
|  | |
|  | Hydrogenimonadaceae Waite et al. 2020                                                                     |
|  | |
|  | Sulfurovaceae Waite et al. 2020                                                                           |
|  | |

|  | Hydrogenimonadaceae Waite et al. 2020 |
|  |                                       |
|  | Sulfurovaceae Waite et al. 2020       |
|  |                                       |

|  | Sulfurospirillaceae Waite et al. 2020     |
|  |                                           |
|  | Campylobacteraceae Vandamme & De Ley 1991 |
|  |                                           |

|  | Thiovulaceae Waite et al. 2020      |
|  |                                     |
|  | Sulfurimonadaceae Waite et al. 2020 |
|  |                                     |

|  | Nitratiruptoraceae Waite et al. 2020                                                                      |
|  | |
|  | \| \| Hydrogenimonadaceae Waite et al. 2020 \| \| \| \| \| \| Sulfurovaceae Waite et al. 2020 \| \| \| \| |
|  | |
|  | Hydrogenimonadaceae Waite et al. 2020                                                                     |
|  | |
|  | Sulfurovaceae Waite et al. 2020                                                                           |
|  | |

|  | Hydrogenimonadaceae Waite et al. 2020 |
|  |                                       |
|  | Sulfurovaceae Waite et al. 2020       |
|  |                                       |

|  | Thiovulaceae Waite et al. 2020      |
|  |                                     |
|  | Sulfurimonadaceae Waite et al. 2020 |
|  |                                     |

|  | Nitratiruptoraceae Waite et al. 2020                                                                      |
|  | |
|  | \| \| Hydrogenimonadaceae Waite et al. 2020 \| \| \| \| \| \| Sulfurovaceae Waite et al. 2020 \| \| \| \| |
|  | |
|  | Hydrogenimonadaceae Waite et al. 2020                                                                     |
|  | |
|  | Sulfurovaceae Waite et al. 2020                                                                           |
|  | |

|  | Hydrogenimonadaceae Waite et al. 2020 |
|  |                                       |
|  | Sulfurovaceae Waite et al. 2020       |
|  |                                       |

|  | Sulfurospirillaceae Waite et al. 2020     |
|  |                                           |
|  | Campylobacteraceae Vandamme & De Ley 1991 |
|  |                                           |

|  | Thiovulaceae Waite et al. 2020      |
|  |                                     |
|  | Sulfurimonadaceae Waite et al. 2020 |
|  |                                     |

|  | Nitratiruptoraceae Waite et al. 2020                                                                      |
|  | |
|  | \| \| Hydrogenimonadaceae Waite et al. 2020 \| \| \| \| \| \| Sulfurovaceae Waite et al. 2020 \| \| \| \| |
|  | |
|  | Hydrogenimonadaceae Waite et al. 2020                                                                     |
|  | |
|  | Sulfurovaceae Waite et al. 2020                                                                           |
|  | |

|  | Hydrogenimonadaceae Waite et al. 2020 |
|  |                                       |
|  | Sulfurovaceae Waite et al. 2020       |
|  |                                       |

|  | Thiovulaceae Waite et al. 2020      |
|  |                                     |
|  | Sulfurimonadaceae Waite et al. 2020 |
|  |                                     |

|  | Nitratiruptoraceae Waite et al. 2020                                                                      |
|  | |
|  | \| \| Hydrogenimonadaceae Waite et al. 2020 \| \| \| \| \| \| Sulfurovaceae Waite et al. 2020 \| \| \| \| |
|  | |
|  | Hydrogenimonadaceae Waite et al. 2020                                                                     |
|  | |
|  | Sulfurovaceae Waite et al. 2020                                                                           |
|  | |

|  | Hydrogenimonadaceae Waite et al. 2020 |
|  |                                       |
|  | Sulfurovaceae Waite et al. 2020       |
|  |                                       |

|  | Sulfurospirillaceae Waite et al. 2020     |
|  |                                           |
|  | Campylobacteraceae Vandamme & De Ley 1991 |
|  |                                           |

|  | Thiovulaceae Waite et al. 2020      |
|  |                                     |
|  | Sulfurimonadaceae Waite et al. 2020 |
|  |                                     |

|  | Nitratiruptoraceae Waite et al. 2020                                                                      |
|  | |
|  | \| \| Hydrogenimonadaceae Waite et al. 2020 \| \| \| \| \| \| Sulfurovaceae Waite et al. 2020 \| \| \| \| |
|  | |
|  | Hydrogenimonadaceae Waite et al. 2020                                                                     |
|  | |
|  | Sulfurovaceae Waite et al. 2020                                                                           |
|  | |

|  | Hydrogenimonadaceae Waite et al. 2020 |
|  |                                       |
|  | Sulfurovaceae Waite et al. 2020       |
|  |                                       |

|  | Thiovulaceae Waite et al. 2020      |
|  |                                     |
|  | Sulfurimonadaceae Waite et al. 2020 |
|  |                                     |

|  | Nitratiruptoraceae Waite et al. 2020                                                                      |
|  | |
|  | \| \| Hydrogenimonadaceae Waite et al. 2020 \| \| \| \| \| \| Sulfurovaceae Waite et al. 2020 \| \| \| \| |
|  | |
|  | Hydrogenimonadaceae Waite et al. 2020                                                                     |
|  | |
|  | Sulfurovaceae Waite et al. 2020                                                                           |
|  | |

|  | Hydrogenimonadaceae Waite et al. 2020 |
|  |                                       |
|  | Sulfurovaceae Waite et al. 2020       |
|  |                                       |

| Desulfurellales | Desulfurellaceae Kuever, Rainey & Widdel 2006 |
|                 | Desulfurellaceae Kuever, Rainey & Widdel 2006 |

|  | Sulfurospirillaceae Waite et al. 2020     |
|  |                                           |
|  | Campylobacteraceae Vandamme & De Ley 1991 |
|  |                                           |

|  | Thiovulaceae Waite et al. 2020      |
|  |                                     |
|  | Sulfurimonadaceae Waite et al. 2020 |
|  |                                     |

|  | Nitratiruptoraceae Waite et al. 2020                                                                      |
|  | |
|  | \| \| Hydrogenimonadaceae Waite et al. 2020 \| \| \| \| \| \| Sulfurovaceae Waite et al. 2020 \| \| \| \| |
|  | |
|  | Hydrogenimonadaceae Waite et al. 2020                                                                     |
|  | |
|  | Sulfurovaceae Waite et al. 2020                                                                           |
|  | |

|  | Hydrogenimonadaceae Waite et al. 2020 |
|  |                                       |
|  | Sulfurovaceae Waite et al. 2020       |
|  |                                       |

|  | Thiovulaceae Waite et al. 2020      |
|  |                                     |
|  | Sulfurimonadaceae Waite et al. 2020 |
|  |                                     |

|  | Nitratiruptoraceae Waite et al. 2020                                                                      |
|  | |
|  | \| \| Hydrogenimonadaceae Waite et al. 2020 \| \| \| \| \| \| Sulfurovaceae Waite et al. 2020 \| \| \| \| |
|  | |
|  | Hydrogenimonadaceae Waite et al. 2020                                                                     |
|  | |
|  | Sulfurovaceae Waite et al. 2020                                                                           |
|  | |

|  | Hydrogenimonadaceae Waite et al. 2020 |
|  |                                       |
|  | Sulfurovaceae Waite et al. 2020       |
|  |                                       |

|  | Sulfurospirillaceae Waite et al. 2020     |
|  |                                           |
|  | Campylobacteraceae Vandamme & De Ley 1991 |
|  |                                           |

|  | Thiovulaceae Waite et al. 2020      |
|  |                                     |
|  | Sulfurimonadaceae Waite et al. 2020 |
|  |                                     |

|  | Nitratiruptoraceae Waite et al. 2020                                                                      |
|  | |
|  | \| \| Hydrogenimonadaceae Waite et al. 2020 \| \| \| \| \| \| Sulfurovaceae Waite et al. 2020 \| \| \| \| |
|  | |
|  | Hydrogenimonadaceae Waite et al. 2020                                                                     |
|  | |
|  | Sulfurovaceae Waite et al. 2020                                                                           |
|  | |

|  | Hydrogenimonadaceae Waite et al. 2020 |
|  |                                       |
|  | Sulfurovaceae Waite et al. 2020       |
|  |                                       |

|  | Thiovulaceae Waite et al. 2020      |
|  |                                     |
|  | Sulfurimonadaceae Waite et al. 2020 |
|  |                                     |

|  | Nitratiruptoraceae Waite et al. 2020                                                                      |
|  | |
|  | \| \| Hydrogenimonadaceae Waite et al. 2020 \| \| \| \| \| \| Sulfurovaceae Waite et al. 2020 \| \| \| \| |
|  | |
|  | Hydrogenimonadaceae Waite et al. 2020                                                                     |
|  | |
|  | Sulfurovaceae Waite et al. 2020                                                                           |
|  | |

|  | Hydrogenimonadaceae Waite et al. 2020 |
|  |                                       |
|  | Sulfurovaceae Waite et al. 2020       |
|  |                                       |

|  | Sulfurospirillaceae Waite et al. 2020     |
|  |                                           |
|  | Campylobacteraceae Vandamme & De Ley 1991 |
|  |                                           |

|  | Thiovulaceae Waite et al. 2020      |
|  |                                     |
|  | Sulfurimonadaceae Waite et al. 2020 |
|  |                                     |

|  | Nitratiruptoraceae Waite et al. 2020                                                                      |
|  | |
|  | \| \| Hydrogenimonadaceae Waite et al. 2020 \| \| \| \| \| \| Sulfurovaceae Waite et al. 2020 \| \| \| \| |
|  | |
|  | Hydrogenimonadaceae Waite et al. 2020                                                                     |
|  | |
|  | Sulfurovaceae Waite et al. 2020                                                                           |
|  | |

|  | Hydrogenimonadaceae Waite et al. 2020 |
|  |                                       |
|  | Sulfurovaceae Waite et al. 2020       |
|  |                                       |

|  | Thiovulaceae Waite et al. 2020      |
|  |                                     |
|  | Sulfurimonadaceae Waite et al. 2020 |
|  |                                     |

|  | Nitratiruptoraceae Waite et al. 2020                                                                      |
|  | |
|  | \| \| Hydrogenimonadaceae Waite et al. 2020 \| \| \| \| \| \| Sulfurovaceae Waite et al. 2020 \| \| \| \| |
|  | |
|  | Hydrogenimonadaceae Waite et al. 2020                                                                     |
|  | |
|  | Sulfurovaceae Waite et al. 2020                                                                           |
|  | |

|  | Hydrogenimonadaceae Waite et al. 2020 |
|  |                                       |
|  | Sulfurovaceae Waite et al. 2020       |
|  |                                       |

|  | Sulfurospirillaceae Waite et al. 2020     |
|  |                                           |
|  | Campylobacteraceae Vandamme & De Ley 1991 |
|  |                                           |

|  | Thiovulaceae Waite et al. 2020      |
|  |                                     |
|  | Sulfurimonadaceae Waite et al. 2020 |
|  |                                     |

|  | Nitratiruptoraceae Waite et al. 2020                                                                      |
|  | |
|  | \| \| Hydrogenimonadaceae Waite et al. 2020 \| \| \| \| \| \| Sulfurovaceae Waite et al. 2020 \| \| \| \| |
|  | |
|  | Hydrogenimonadaceae Waite et al. 2020                                                                     |
|  | |
|  | Sulfurovaceae Waite et al. 2020                                                                           |
|  | |

|  | Hydrogenimonadaceae Waite et al. 2020 |
|  |                                       |
|  | Sulfurovaceae Waite et al. 2020       |
|  |                                       |

|  | Thiovulaceae Waite et al. 2020      |
|  |                                     |
|  | Sulfurimonadaceae Waite et al. 2020 |
|  |                                     |

|  | Nitratiruptoraceae Waite et al. 2020                                                                      |
|  | |
|  | \| \| Hydrogenimonadaceae Waite et al. 2020 \| \| \| \| \| \| Sulfurovaceae Waite et al. 2020 \| \| \| \| |
|  | |
|  | Hydrogenimonadaceae Waite et al. 2020                                                                     |
|  | |
|  | Sulfurovaceae Waite et al. 2020                                                                           |
|  | |

|  | Hydrogenimonadaceae Waite et al. 2020 |
|  |                                       |
|  | Sulfurovaceae Waite et al. 2020       |
|  |                                       |

|  | Sulfurospirillaceae Waite et al. 2020     |
|  |                                           |
|  | Campylobacteraceae Vandamme & De Ley 1991 |
|  |                                           |

|  | Thiovulaceae Waite et al. 2020      |
|  |                                     |
|  | Sulfurimonadaceae Waite et al. 2020 |
|  |                                     |

|  | Nitratiruptoraceae Waite et al. 2020                                                                      |
|  | |
|  | \| \| Hydrogenimonadaceae Waite et al. 2020 \| \| \| \| \| \| Sulfurovaceae Waite et al. 2020 \| \| \| \| |
|  | |
|  | Hydrogenimonadaceae Waite et al. 2020                                                                     |
|  | |
|  | Sulfurovaceae Waite et al. 2020                                                                           |
|  | |

|  | Hydrogenimonadaceae Waite et al. 2020 |
|  |                                       |
|  | Sulfurovaceae Waite et al. 2020       |
|  |                                       |

|  | Thiovulaceae Waite et al. 2020      |
|  |                                     |
|  | Sulfurimonadaceae Waite et al. 2020 |
|  |                                     |

|  | Nitratiruptoraceae Waite et al. 2020                                                                      |
|  | |
|  | \| \| Hydrogenimonadaceae Waite et al. 2020 \| \| \| \| \| \| Sulfurovaceae Waite et al. 2020 \| \| \| \| |
|  | |
|  | Hydrogenimonadaceae Waite et al. 2020                                                                     |
|  | |
|  | Sulfurovaceae Waite et al. 2020                                                                           |
|  | |

|  | Hydrogenimonadaceae Waite et al. 2020 |
|  |                                       |
|  | Sulfurovaceae Waite et al. 2020       |
|  |                                       |

|  | Sulfurospirillaceae Waite et al. 2020     |
|  |                                           |
|  | Campylobacteraceae Vandamme & De Ley 1991 |
|  |                                           |

|  | Thiovulaceae Waite et al. 2020      |
|  |                                     |
|  | Sulfurimonadaceae Waite et al. 2020 |
|  |                                     |

|  | Nitratiruptoraceae Waite et al. 2020                                                                      |
|  | |
|  | \| \| Hydrogenimonadaceae Waite et al. 2020 \| \| \| \| \| \| Sulfurovaceae Waite et al. 2020 \| \| \| \| |
|  | |
|  | Hydrogenimonadaceae Waite et al. 2020                                                                     |
|  | |
|  | Sulfurovaceae Waite et al. 2020                                                                           |
|  | |

|  | Hydrogenimonadaceae Waite et al. 2020 |
|  |                                       |
|  | Sulfurovaceae Waite et al. 2020       |
|  |                                       |

|  | Thiovulaceae Waite et al. 2020      |
|  |                                     |
|  | Sulfurimonadaceae Waite et al. 2020 |
|  |                                     |

|  | Nitratiruptoraceae Waite et al. 2020                                                                      |
|  | |
|  | \| \| Hydrogenimonadaceae Waite et al. 2020 \| \| \| \| \| \| Sulfurovaceae Waite et al. 2020 \| \| \| \| |
|  | |
|  | Hydrogenimonadaceae Waite et al. 2020                                                                     |
|  | |
|  | Sulfurovaceae Waite et al. 2020                                                                           |
|  | |

|  | Hydrogenimonadaceae Waite et al. 2020 |
|  |                                       |
|  | Sulfurovaceae Waite et al. 2020       |
|  |                                       |

|  | Sulfurospirillaceae Waite et al. 2020     |
|  |                                           |
|  | Campylobacteraceae Vandamme & De Ley 1991 |
|  |                                           |

|  | Thiovulaceae Waite et al. 2020      |
|  |                                     |
|  | Sulfurimonadaceae Waite et al. 2020 |
|  |                                     |

|  | Nitratiruptoraceae Waite et al. 2020                                                                      |
|  | |
|  | \| \| Hydrogenimonadaceae Waite et al. 2020 \| \| \| \| \| \| Sulfurovaceae Waite et al. 2020 \| \| \| \| |
|  | |
|  | Hydrogenimonadaceae Waite et al. 2020                                                                     |
|  | |
|  | Sulfurovaceae Waite et al. 2020                                                                           |
|  | |

|  | Hydrogenimonadaceae Waite et al. 2020 |
|  |                                       |
|  | Sulfurovaceae Waite et al. 2020       |
|  |                                       |

|  | Thiovulaceae Waite et al. 2020      |
|  |                                     |
|  | Sulfurimonadaceae Waite et al. 2020 |
|  |                                     |

|  | Nitratiruptoraceae Waite et al. 2020                                                                      |
|  | |
|  | \| \| Hydrogenimonadaceae Waite et al. 2020 \| \| \| \| \| \| Sulfurovaceae Waite et al. 2020 \| \| \| \| |
|  | |
|  | Hydrogenimonadaceae Waite et al. 2020                                                                     |
|  | |
|  | Sulfurovaceae Waite et al. 2020                                                                           |
|  | |

|  | Hydrogenimonadaceae Waite et al. 2020 |
|  |                                       |
|  | Sulfurovaceae Waite et al. 2020       |
|  |                                       |

|  | Sulfurospirillaceae Waite et al. 2020     |
|  |                                           |
|  | Campylobacteraceae Vandamme & De Ley 1991 |
|  |                                           |

|  | Thiovulaceae Waite et al. 2020      |
|  |                                     |
|  | Sulfurimonadaceae Waite et al. 2020 |
|  |                                     |

|  | Nitratiruptoraceae Waite et al. 2020                                                                      |
|  | |
|  | \| \| Hydrogenimonadaceae Waite et al. 2020 \| \| \| \| \| \| Sulfurovaceae Waite et al. 2020 \| \| \| \| |
|  | |
|  | Hydrogenimonadaceae Waite et al. 2020                                                                     |
|  | |
|  | Sulfurovaceae Waite et al. 2020                                                                           |
|  | |

|  | Hydrogenimonadaceae Waite et al. 2020 |
|  |                                       |
|  | Sulfurovaceae Waite et al. 2020       |
|  |                                       |

|  | Thiovulaceae Waite et al. 2020      |
|  |                                     |
|  | Sulfurimonadaceae Waite et al. 2020 |
|  |                                     |

|  | Nitratiruptoraceae Waite et al. 2020                                                                      |
|  | |
|  | \| \| Hydrogenimonadaceae Waite et al. 2020 \| \| \| \| \| \| Sulfurovaceae Waite et al. 2020 \| \| \| \| |
|  | |
|  | Hydrogenimonadaceae Waite et al. 2020                                                                     |
|  | |
|  | Sulfurovaceae Waite et al. 2020                                                                           |
|  | |

|  | Hydrogenimonadaceae Waite et al. 2020 |
|  |                                       |
|  | Sulfurovaceae Waite et al. 2020       |
|  |                                       |

|  | Sulfurospirillaceae Waite et al. 2020     |
|  |                                           |
|  | Campylobacteraceae Vandamme & De Ley 1991 |
|  |                                           |

|  | Thiovulaceae Waite et al. 2020      |
|  |                                     |
|  | Sulfurimonadaceae Waite et al. 2020 |
|  |                                     |

|  | Nitratiruptoraceae Waite et al. 2020                                                                      |
|  | |
|  | \| \| Hydrogenimonadaceae Waite et al. 2020 \| \| \| \| \| \| Sulfurovaceae Waite et al. 2020 \| \| \| \| |
|  | |
|  | Hydrogenimonadaceae Waite et al. 2020                                                                     |
|  | |
|  | Sulfurovaceae Waite et al. 2020                                                                           |
|  | |

|  | Hydrogenimonadaceae Waite et al. 2020 |
|  |                                       |
|  | Sulfurovaceae Waite et al. 2020       |
|  |                                       |

|  | Thiovulaceae Waite et al. 2020      |
|  |                                     |
|  | Sulfurimonadaceae Waite et al. 2020 |
|  |                                     |

|  | Nitratiruptoraceae Waite et al. 2020                                                                      |
|  | |
|  | \| \| Hydrogenimonadaceae Waite et al. 2020 \| \| \| \| \| \| Sulfurovaceae Waite et al. 2020 \| \| \| \| |
|  | |
|  | Hydrogenimonadaceae Waite et al. 2020                                                                     |
|  | |
|  | Sulfurovaceae Waite et al. 2020                                                                           |
|  | |

|  | Hydrogenimonadaceae Waite et al. 2020 |
|  |                                       |
|  | Sulfurovaceae Waite et al. 2020       |
|  |                                       |

|  | Sulfurospirillaceae Waite et al. 2020     |
|  |                                           |
|  | Campylobacteraceae Vandamme & De Ley 1991 |
|  |                                           |

|  | Thiovulaceae Waite et al. 2020      |
|  |                                     |
|  | Sulfurimonadaceae Waite et al. 2020 |
|  |                                     |

|  | Nitratiruptoraceae Waite et al. 2020                                                                      |
|  | |
|  | \| \| Hydrogenimonadaceae Waite et al. 2020 \| \| \| \| \| \| Sulfurovaceae Waite et al. 2020 \| \| \| \| |
|  | |
|  | Hydrogenimonadaceae Waite et al. 2020                                                                     |
|  | |
|  | Sulfurovaceae Waite et al. 2020                                                                           |
|  | |

|  | Hydrogenimonadaceae Waite et al. 2020 |
|  |                                       |
|  | Sulfurovaceae Waite et al. 2020       |
|  |                                       |

|  | Thiovulaceae Waite et al. 2020      |
|  |                                     |
|  | Sulfurimonadaceae Waite et al. 2020 |
|  |                                     |

|  | Nitratiruptoraceae Waite et al. 2020                                                                      |
|  | |
|  | \| \| Hydrogenimonadaceae Waite et al. 2020 \| \| \| \| \| \| Sulfurovaceae Waite et al. 2020 \| \| \| \| |
|  | |
|  | Hydrogenimonadaceae Waite et al. 2020                                                                     |
|  | |
|  | Sulfurovaceae Waite et al. 2020                                                                           |
|  | |

|  | Hydrogenimonadaceae Waite et al. 2020 |
|  |                                       |
|  | Sulfurovaceae Waite et al. 2020       |
|  |                                       |

|  | Sulfurospirillaceae Waite et al. 2020     |
|  |                                           |
|  | Campylobacteraceae Vandamme & De Ley 1991 |
|  |                                           |

|  | Thiovulaceae Waite et al. 2020      |
|  |                                     |
|  | Sulfurimonadaceae Waite et al. 2020 |
|  |                                     |

|  | Nitratiruptoraceae Waite et al. 2020                                                                      |
|  | |
|  | \| \| Hydrogenimonadaceae Waite et al. 2020 \| \| \| \| \| \| Sulfurovaceae Waite et al. 2020 \| \| \| \| |
|  | |
|  | Hydrogenimonadaceae Waite et al. 2020                                                                     |
|  | |
|  | Sulfurovaceae Waite et al. 2020                                                                           |
|  | |

|  | Hydrogenimonadaceae Waite et al. 2020 |
|  |                                       |
|  | Sulfurovaceae Waite et al. 2020       |
|  |                                       |

|  | Thiovulaceae Waite et al. 2020      |
|  |                                     |
|  | Sulfurimonadaceae Waite et al. 2020 |
|  |                                     |

|  | Nitratiruptoraceae Waite et al. 2020                                                                      |
|  | |
|  | \| \| Hydrogenimonadaceae Waite et al. 2020 \| \| \| \| \| \| Sulfurovaceae Waite et al. 2020 \| \| \| \| |
|  | |
|  | Hydrogenimonadaceae Waite et al. 2020                                                                     |
|  | |
|  | Sulfurovaceae Waite et al. 2020                                                                           |
|  | |

|  | Hydrogenimonadaceae Waite et al. 2020 |
|  |                                       |
|  | Sulfurovaceae Waite et al. 2020       |
|  |                                       |

|  | Sulfurospirillaceae Waite et al. 2020     |
|  |                                           |
|  | Campylobacteraceae Vandamme & De Ley 1991 |
|  |                                           |

|  | Thiovulaceae Waite et al. 2020      |
|  |                                     |
|  | Sulfurimonadaceae Waite et al. 2020 |
|  |                                     |

|  | Nitratiruptoraceae Waite et al. 2020                                                                      |
|  | |
|  | \| \| Hydrogenimonadaceae Waite et al. 2020 \| \| \| \| \| \| Sulfurovaceae Waite et al. 2020 \| \| \| \| |
|  | |
|  | Hydrogenimonadaceae Waite et al. 2020                                                                     |
|  | |
|  | Sulfurovaceae Waite et al. 2020                                                                           |
|  | |

|  | Hydrogenimonadaceae Waite et al. 2020 |
|  |                                       |
|  | Sulfurovaceae Waite et al. 2020       |
|  |                                       |

|  | Thiovulaceae Waite et al. 2020      |
|  |                                     |
|  | Sulfurimonadaceae Waite et al. 2020 |
|  |                                     |

|  | Nitratiruptoraceae Waite et al. 2020                                                                      |
|  | |
|  | \| \| Hydrogenimonadaceae Waite et al. 2020 \| \| \| \| \| \| Sulfurovaceae Waite et al. 2020 \| \| \| \| |
|  | |
|  | Hydrogenimonadaceae Waite et al. 2020                                                                     |
|  | |
|  | Sulfurovaceae Waite et al. 2020                                                                           |
|  | |

|  | Hydrogenimonadaceae Waite et al. 2020 |
|  |                                       |
|  | Sulfurovaceae Waite et al. 2020       |
|  |                                       |

|  | Sulfurospirillaceae Waite et al. 2020     |
|  |                                           |
|  | Campylobacteraceae Vandamme & De Ley 1991 |
|  |                                           |

|  | Thiovulaceae Waite et al. 2020      |
|  |                                     |
|  | Sulfurimonadaceae Waite et al. 2020 |
|  |                                     |

|  | Nitratiruptoraceae Waite et al. 2020                                                                      |
|  | |
|  | \| \| Hydrogenimonadaceae Waite et al. 2020 \| \| \| \| \| \| Sulfurovaceae Waite et al. 2020 \| \| \| \| |
|  | |
|  | Hydrogenimonadaceae Waite et al. 2020                                                                     |
|  | |
|  | Sulfurovaceae Waite et al. 2020                                                                           |
|  | |

|  | Hydrogenimonadaceae Waite et al. 2020 |
|  |                                       |
|  | Sulfurovaceae Waite et al. 2020       |
|  |                                       |

|  | Thiovulaceae Waite et al. 2020      |
|  |                                     |
|  | Sulfurimonadaceae Waite et al. 2020 |
|  |                                     |

|  | Nitratiruptoraceae Waite et al. 2020                                                                      |
|  | |
|  | \| \| Hydrogenimonadaceae Waite et al. 2020 \| \| \| \| \| \| Sulfurovaceae Waite et al. 2020 \| \| \| \| |
|  | |
|  | Hydrogenimonadaceae Waite et al. 2020                                                                     |
|  | |
|  | Sulfurovaceae Waite et al. 2020                                                                           |
|  | |

|  | Hydrogenimonadaceae Waite et al. 2020 |
|  |                                       |
|  | Sulfurovaceae Waite et al. 2020       |
|  |                                       |

|  | Sulfurospirillaceae Waite et al. 2020     |
|  |                                           |
|  | Campylobacteraceae Vandamme & De Ley 1991 |
|  |                                           |

|  | Thiovulaceae Waite et al. 2020      |
|  |                                     |
|  | Sulfurimonadaceae Waite et al. 2020 |
|  |                                     |

|  | Nitratiruptoraceae Waite et al. 2020                                                                      |
|  | |
|  | \| \| Hydrogenimonadaceae Waite et al. 2020 \| \| \| \| \| \| Sulfurovaceae Waite et al. 2020 \| \| \| \| |
|  | |
|  | Hydrogenimonadaceae Waite et al. 2020                                                                     |
|  | |
|  | Sulfurovaceae Waite et al. 2020                                                                           |
|  | |

|  | Hydrogenimonadaceae Waite et al. 2020 |
|  |                                       |
|  | Sulfurovaceae Waite et al. 2020       |
|  |                                       |

|  | Thiovulaceae Waite et al. 2020      |
|  |                                     |
|  | Sulfurimonadaceae Waite et al. 2020 |
|  |                                     |

|  | Nitratiruptoraceae Waite et al. 2020                                                                      |
|  | |
|  | \| \| Hydrogenimonadaceae Waite et al. 2020 \| \| \| \| \| \| Sulfurovaceae Waite et al. 2020 \| \| \| \| |
|  | |
|  | Hydrogenimonadaceae Waite et al. 2020                                                                     |
|  | |
|  | Sulfurovaceae Waite et al. 2020                                                                           |
|  | |

|  | Hydrogenimonadaceae Waite et al. 2020 |
|  |                                       |
|  | Sulfurovaceae Waite et al. 2020       |
|  |                                       |

|  | Sulfurospirillaceae Waite et al. 2020     |
|  |                                           |
|  | Campylobacteraceae Vandamme & De Ley 1991 |
|  |                                           |

|  | Thiovulaceae Waite et al. 2020      |
|  |                                     |
|  | Sulfurimonadaceae Waite et al. 2020 |
|  |                                     |

|  | Nitratiruptoraceae Waite et al. 2020                                                                      |
|  | |
|  | \| \| Hydrogenimonadaceae Waite et al. 2020 \| \| \| \| \| \| Sulfurovaceae Waite et al. 2020 \| \| \| \| |
|  | |
|  | Hydrogenimonadaceae Waite et al. 2020                                                                     |
|  | |
|  | Sulfurovaceae Waite et al. 2020                                                                           |
|  | |

|  | Hydrogenimonadaceae Waite et al. 2020 |
|  |                                       |
|  | Sulfurovaceae Waite et al. 2020       |
|  |                                       |

|  | Thiovulaceae Waite et al. 2020      |
|  |                                     |
|  | Sulfurimonadaceae Waite et al. 2020 |
|  |                                     |

|  | Nitratiruptoraceae Waite et al. 2020                                                                      |
|  | |
|  | \| \| Hydrogenimonadaceae Waite et al. 2020 \| \| \| \| \| \| Sulfurovaceae Waite et al. 2020 \| \| \| \| |
|  | |
|  | Hydrogenimonadaceae Waite et al. 2020                                                                     |
|  | |
|  | Sulfurovaceae Waite et al. 2020                                                                           |
|  | |

|  | Hydrogenimonadaceae Waite et al. 2020 |
|  |                                       |
|  | Sulfurovaceae Waite et al. 2020       |
|  |                                       |

|  | Sulfurospirillaceae Waite et al. 2020     |
|  |                                           |
|  | Campylobacteraceae Vandamme & De Ley 1991 |
|  |                                           |

|  | Thiovulaceae Waite et al. 2020      |
|  |                                     |
|  | Sulfurimonadaceae Waite et al. 2020 |
|  |                                     |

|  | Nitratiruptoraceae Waite et al. 2020                                                                      |
|  | |
|  | \| \| Hydrogenimonadaceae Waite et al. 2020 \| \| \| \| \| \| Sulfurovaceae Waite et al. 2020 \| \| \| \| |
|  | |
|  | Hydrogenimonadaceae Waite et al. 2020                                                                     |
|  | |
|  | Sulfurovaceae Waite et al. 2020                                                                           |
|  | |

|  | Hydrogenimonadaceae Waite et al. 2020 |
|  |                                       |
|  | Sulfurovaceae Waite et al. 2020       |
|  |                                       |

|  | Thiovulaceae Waite et al. 2020      |
|  |                                     |
|  | Sulfurimonadaceae Waite et al. 2020 |
|  |                                     |

|  | Nitratiruptoraceae Waite et al. 2020                                                                      |
|  | |
|  | \| \| Hydrogenimonadaceae Waite et al. 2020 \| \| \| \| \| \| Sulfurovaceae Waite et al. 2020 \| \| \| \| |
|  | |
|  | Hydrogenimonadaceae Waite et al. 2020                                                                     |
|  | |
|  | Sulfurovaceae Waite et al. 2020                                                                           |
|  | |

|  | Hydrogenimonadaceae Waite et al. 2020 |
|  |                                       |
|  | Sulfurovaceae Waite et al. 2020       |
|  |                                       |